# Ани (Грузия)
Ани (груз. ანი) — село в Грузии, на территории Ахалцихского муниципалитета края (мхаре) Самцхе-Джавахети.

## География
Село находится в южной части Грузии, в верховьях реки Лерцмани, на расстоянии приблизительно 8 километров (по прямой) к северо-западу от города Ахалцихе, административного центра муниципалитета. Абсолютная высота — 1484 метра над уровнем моря.

## Население
По результатам официальной переписи населения 2014 года, в Ани проживало 348 человек (176 мужчин и 172 женщины). В национальной структуре населения грузины составляли 100 %.
| Год  | Население, человек |
| ---- | ------------------ |
| 2002 | 457                |
| 2014 | ↘ 348              |